# IC 4018
IC 4018 је елиптична галаксија у сазвјежђу Ловачки пси која се налази на листи објеката дубоког неба у Индекс каталогу.
Деклинација објекта је + 40° 29' 20" а ректасцензија 12h 59m 57,4s. Привидна величина (магнитуда) објекта IC 4018 износи 15,5 а фотографска магнитуда 16,5.